# Spilosoma flavescens
Spilosoma flavescens là một loài bướm đêm thuộc phân họ Arctiinae, họ Erebidae.